# Roberto Roberti
Roberto Roberti, seudónimo de Vincenzo Leone (Torella dei Lombardi, Campania, Italia, 5 de agosto de 1879 – ibíd., 9 de enero de 1959) fue un actor y director cinematográfico de nacionalidad italiana.

## Biografía
Nació en Torella dei Lombardi, en Campania, Italia del Sur, en el seno de una rica familia de terratenientes. Completó sus estudios en un colegio de salesianos en Cava de' Tirreni, ingresando después en la Universidad de Nápoles, donde se graduó en derecho.
Mientras estudiaba en la Universidad, empezó a interesarse por el teatro y a actuar en una compañía de aficionados. En Nápoles conoció al escritor Edoardo Scarfoglio, que lo introdujo en el ambiente cultural de la ciudad, relacionándose con Matilde Serao, Roberto Bracco y Salvatore Di Giacomo. 
En 1905 ingresó en la compañía teatral Ida Carloni Talli-Irma Gramatica-Oreste Calabresi, asumiendo el nombre artístico de Roberto Roberti, en imitación del nombre del famoso actor teatral Ruggero Ruggeri. 
En 1911 tuvo su primer contacto con el cine, cuando fue contratado por la productora Aquila Films de Turín para actuar en el film La bufera. Al año siguiente volvió al teatro como «actor joven» en la compañía dirigida por Ferruccio Garavaglia pero, tras la muerte de este último, trabajó nuevamente en Aquila, que le confió tareas de director artístico.
Desde entonces Roberti solo trabajó en el ámbito cinematográfico, bien como actor, bien como director. En 1914 conoció a la actriz Bice Waleran, recién contratada por la productora turinesa, y con la cual mantuvo una relación laboral y sentimental que finalizó en matrimonio. Muchos años más tarde la pareja tuvo un hijo, el afamado director Sergio Leone que, en homenaje a su padre, firmó su primer western, Por un puñado de dólares, con el pseudónimo de Bob Robertson, cuyo significado era "Roberto hijo de Roberto", y que era un guiño al nombre de "Roberto Roberti". 
Tras la quiebra y el cierre de Aquila en 1917, Roberti estuvo un tiempo sin trabajo, pero finalmente fue reclamado por el productor Giuseppe Barattolo para trabajar en la compañía Caesar Film. En dicha productora se inició con la película Piccola fonte, llegando a ser el principal director de la empresa, con varias cintas en su haber que tuvieron como protagonista a la diva Francesca Bertini. En 1918 tuvo un breve paréntesis durante el que trabajó en Itala Film, dirigiendo para ella Maciste poliziotto, cinta perteneciente a la famosa serie del personaje interpretado por Bartolomeo Pagano.
En 1919 se incorporó a la Unione Cinematografica Italiana, pero la repentina interrupción que Bertini hizo en su carrera en 1921, la posterior desaparición de la Unione y la posición antifascista de Roberti, hicieron que su actividad laboral soportara una larga inactividad, que finalizó en 1939 cuando rodó su primer film sonoro, Il socio invisibile.
Dirigió otros dos títulos, La bocca sulla strada (1941) y Il folle di Marechiaro (1952), este último un gran fracaso de público. Seguidamente se retiró definitivamente del cine, pasando sus últimos años en su pueblo natal, Torella dei Lombardi, donde falleció en 1959.

## Selección de su filmografía

### Actor
- La bufera, de Alberto Carlo Lolli (1911)

### Director
| - La contessa Lara (1912) - Il fuoco della redenzione (1913) - L'assassina del ponte di Saint-Martin (1913) - La folgore (1913) - La iena dell'oro (1913) - La palla di cristallo (1913) - La prigione di acciaio (1913) - L'istrione (1914) - Teodora (1914) - La peccatrice (1916) - Piccola fonte (1917) - Maciste poliziotto (1918) - Eugenia Grandet (1918) - Anima allegra (1919) - Dora o Le spie (1919) - La contessa Sara (1919) - La corsa al trono (1919) - La sfinge (1919) - Amore di donna (1920) - L'ombra (1920) | - L'ultimo sogno (1920) - La ferita (1920) - La principessa Giorgio (1920) - La paura di amare (1920) - La serpe (1920) - Lisa Fleuron (1920) - Maddalena Ferat (1920) - Marion, artista di caffè-concerto (1920) - La fanciulla d'Amalfi (1921) - La blessure (1922) - La donna nuda (1922) - Consuelita (1925) - Fior di levante (1925) - Fra' Diavolo (1925) - La giovinezza del diavolo (1925) - Napoli che canta (1926) - Assunta Spina (1930) - Il socio invisibile (1939) - La bocca sulla strada (1941) - Il folle di Marechiaro (1952) |